# Mistrovství světa ve sportovním lezení 2012
Mistrovství světa ve sportovním lezení 2012 (anglicky: IFSC Climbing World Championship, francouzsky: Championnats du monde d'escalade, italsky: Campionato del mondo di arrampicata, německy: Kletterweltmeisterschaft) se uskutečnilo jako dvanáctý ročník 12.—16. září v Paříži pod hlavičkou Mezinárodní federace sportovního lezení (IFSC), potřetí ve Francii a podruhé v hlavním městě, závodilo se v lezení na obtížnost, rychlost a v boulderingu.
Mistrovství světa 2012 bylo uspořádáno o rok dříve, kvůli nominaci sportovního lezení na Letní olympijské hry a došlo tak k posunu ve střídání s Mistrovstvím Evropy, které se konalo až v roce 2013.

## Průběh závodů

### Češi na MS
Adam Ondra zde získal druhou stříbrnou medaili v lezení na obtížnost (na MS již celkově svou čtvrtou) a Libor Hroza stříbrnou medaili v lezení na rychlost. Stal se tak druhým Vicemistrem světa v této disciplíně (prvním byl Milan Benian v roce 1995).

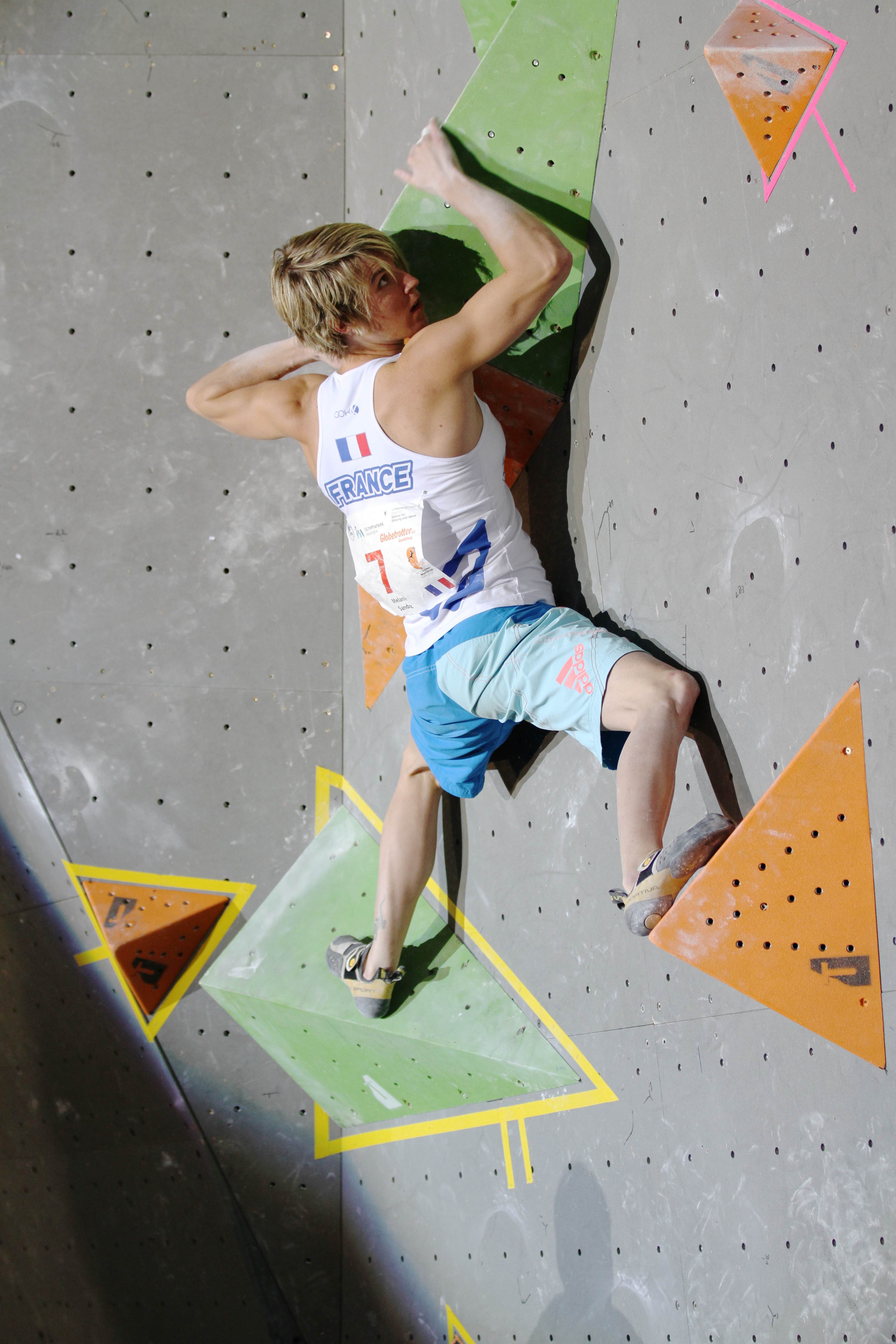
Mistryně světa 2012 Mélanie Sandoz (FRA) při boulderingu na MS 2012 v Paříži

### Výsledky mužů a žen
| obtížnost            | obtížnost                | rychlost             | rychlost              | bouldering              | bouldering                  |
| -------------------- | ------------------------ | -------------------- | --------------------- | ----------------------- | --------------------------- |
| muži                 | ženy                     | muži                 | ženy                  | muži                    | ženy                        |
| 1. Jakob Schubert    | 1. Angela Eiterová       | 1. Čung Čchi-sin     | 1. Julija Levočkinová | 1. Dmitrij Šarafutdinov | 1. Mélanie Sandoz           |
| 2. Sean McColl       | 2. Kim Ča-in             | 2. Libor Hroza       | 2. Julija Kaplinová   | 2. Kilian Fischhuber    | 2. Olga Jakovlevová         |
| 3. Adam Ondra        | 3. Johanna Ernstová      | 3. Dmitrij Timofejev | 3. Natalia Titova     | 3. Rustam Gelmanov      | 3. Anna Stöhr               |
|                      |                          |                      |                       |                         |                             |
| 57.—58. Tomáš Binter | 39.—40. Tereza Svobodová | —                    | —                     | 41.—42. Jan Jeliga      | 39.—40. Petra Růžičková     |
| 79.—80. Petr Čermák  | —                        | —                    | —                     | 49.—50. Ondřej Nevělík  | 41.—42. Karolína Nevělíková |
| 81.—82. Michal Rožek | —                        | —                    | —                     | 51.—52. Martin Stráník  | 43.—44. Silvie Rajfová      |
|                      |                          |                      |                       |                         |                             |
| 8 finalistů          | 8 finalistek             | 8/4 finalistů        | 8/4 finalistek        | 6 finalistů             | 6 finalistek                |
| 27 semifinalistů     | 25 semifinalistek        | 16 semifinalistů     | 16 semifinalistek     | 21 semifinalistů        | 20 semifinalistek           |
| 102 mužů             | 65 žen                   | 55 mužů              | 48 žen                | 114 mužů                | 66 žen                      |

### Čeští Mistři a medailisté
| Disciplína | Lezec/lezkyně | Zlato | Stříbro          | Bronz            |
| ---------- | ------------- | ----- | ---------------- | ---------------- |
| Obtížnost  | Adam Ondra    |       |                  | Bronzová medaile |
| Rychlost   | Libor Hroza   |       | Stříbrná medaile |                  |

### Medaile podle zemí
| pořadí | stát        | Zlatá medaile | Stříbrná medaile | Bronzová medaile | celkem |
| ------ | ----------- | ------------- | ---------------- | ---------------- | ------ |
| 1.     | Rusko       | 2             | 2                | 3                | 7      |
| 2.     | Rakousko    | 2             | 1                | 2                | 5      |
| 3.     | Francie     | 1             | 0                | 0                | 1      |
| 3.     | Čína        | 1             | 0                | 0                | 1      |
| 5.     | Česko       | 0             | 1                | 1                | 2      |
| 6.     | Kanada      | 0             | 1                | 0                | 1      |
| 6.     | Jižní Korea | 0             | 1                | 0                | 1      |

### Zúčastněné země
| 1.   | Rakousko           | Rakousko         | Čína        | Rusko            | Rusko               | Francie            |
| 2.   | Kanada             | Jižní Korea      | Česko       | Polsko           | Rakousko            | Rusko              |
| 3.   | Česko              | Japonsko         | Rusko       | Francie          | Kanada              | Rakousko           |
| 4.   | Španělsko          | Francie          | Ukrajina    | Rakousko         | Německo             | Jižní Korea        |
| 5.   | Nizozemsko         | Švédsko          | Polsko      | Čína             | Japonsko            | Japonsko           |
| 6.   | Francie            | Rusko            | Itálie      | Kazachstán       | Francie             | Švýcarsko          |
| 7.   | Japonsko           | Itálie           | Singapur    | Ukrajina         | Mexiko              | USA                |
| 8.   | Jižní Korea        | Švýcarsko        | Venezuela   | Venezuela        | Švýcarsko           | Německo            |
| 9.   | Norsko             | Belgie           | Francie     | Švýcarsko        | Slovinsko           | Norsko             |
| 10.  | Švýcarsko          | Slovinsko        | Kazachstán  | Čínská Tchaj-pej | Itálie              | Itálie             |
| 11.  | Rusko              | Ukrajina         | Indonésie   | Ekvádor          | Lotyšsko            | Kazachstán         |
| 12.  | Itálie             | Maďarsko         | Ekvádor     | USA              | Spojené království  | Chile              |
| 13.  | Slovinsko          | Nizozemsko       | Švýcarsko   | Slovensko        | Španělsko           | Spojené království |
| 14.  | Ukrajina           | Norsko           | Maďarsko    | Bulharsko        | Jižní Korea         | Izrael             |
| 15.  | Německo            | USA              | Jižní Korea | Jižní Korea      | Ukrajina            | Španělsko          |
| 16.  | Venezuela          | Ekvádor          | Kanada      | Itálie           | USA                 | Ukrajina           |
| 17.  | Mexiko             | Čína             | USA         | Izrael           | Kazachstán          | Belgie             |
| 18.  | Belgie             | Česko            | Německo     | Ázerbájdžán      | Nizozemsko          | Čínská Tchaj-pej   |
| 19.  | USA                | Chile            | Gruzie      | —                | Švédsko             | Čína               |
| 20.  | Kazachstán         | Izrael           | Lotyšsko    | —                | Litva               | Nizozemsko         |
| 21.  | Portugalsko        | Čínská Tchaj-pej | Španělsko   | —                | Česko               | Švédsko            |
| 22.  | Chile              | Brazílie         | Kypr        | —                | Malajsie            | Česko              |
| 23.  | Finsko             | Kazachstán       | Slovinsko   | —                | Finsko              | Finsko             |
| 24.  | Malajsie           | Thajsko          | Ázerbájdžán | —                | Dánsko              | Ekvádor            |
| 25.  | Bulharsko          | Bulharsko        | Peru        | —                | Polsko              | Kanada             |
| 26.  | Bělorusko          | Chorvatsko       | —           | —                | Venezuela           | Brazílie           |
| 27.  | Švédsko            | Kolumbie         | —           | —                | Brazílie            | Bulharsko          |
| 28.  | Spojené království | Ázerbájdžán      | —           | —                | Slovensko           | Kolumbie           |
| 29.  | Chorvatsko         | Bělorusko        | —           | —                | Belgie              | Chorvatsko         |
| 30.  | Jižní Afrika       | —                | —           | —                | Chile               | Ázerbájdžán        |
| 31.  | Ekvádor            | —                | —           | —                | Bulharsko           | Thajsko            |
| 32.  | Indie              | —                | —           | —                | Norsko              | Bělorusko          |
| 33.  | Peru               | —                | —           | —                | Rumunsko            | —                  |
| 34.  | Argentina          | —                | —           | —                | Jižní Afrika        | —                  |
| 35.  | Austrálie          | —                | —           | —                | Kostarika           | —                  |
| 36.  | Gruzie             | —                | —           | —                | Singapur            | —                  |
| 37.  | Dánsko             | —                | —           | —                | Portugalsko         | —                  |
| 38.  | Severní Makedonie  | —                | —           | —                | Argentina           | —                  |
| 39.  | Kostarika          | —                | —           | —                | Indonésie           | —                  |
| 40.  | Indonésie          | —                | —           | —                | Ekvádor             | —                  |
| 41.  | Ázerbájdžán        | —                | —           | —                | Austrálie           | —                  |
| 42.  | —                  | —                | —           | —                | Chorvatsko          | —                  |
| 43.  | —                  | —                | —           | —                | Severní Makedonie   | —                  |
| 44.  | —                  | —                | —           | —                | Gruzie              | —                  |
| 45.  | —                  | —                | —           | —                | Ázerbájdžán         | —                  |
| 46.  | —                  | —                | —           | —                | Bosna a Hercegovina | —                  |
| (56) | 41                 | 29               | 25          | 18               | 46                  | 32                 |